# Sirly Tiik
Sirly Tiik (Tallinn, 4 settembre 1974) è un'atleta paralimpica estone. Atleta con disabilità intellettiva, gareggia nella categoria F20.

## Biografia
Sirly Tiik ha ottenuto il suo miglior risultato in carriera ai Giochi paralimpici di Sydney 2000, in cui vinse una medaglia d'oro nella gara di lancio del giavellotto e due medaglie di bronzo nelle gare di getto del peso e salto in alto. Grazie a questi risultati ottenuti ha ricevuto una lettera di congratulazioni da parte del presidente estone Lennart Meri.

## Palmarès
| Anno | Manifestazione     | Sede   | Evento                     | Risultato | Prestazione | Note |
| ---- | ------------------ | ------ | -------------------------- | --------- | ----------- | ---- |
| 2000 | Giochi paralimpici | Sydney | Salto in alto F20          | Bronzo    | 1,44 m      |      |
| 2000 | Giochi paralimpici | Sydney | Getto del peso F20         | Bronzo    | 10,34 m     |      |
| 2000 | Giochi paralimpici | Sydney | Lancio del giavellotto F20 | Oro       | 39,77 m     |      |